# Coupe d'Asie féminine de football
Cet article traite de l'épreuve féminine. Pour la compétition masculine, voir Coupe d'Asie des nations de football.
La Coupe d'Asie féminine de football (AFC Women's Asian Cup en anglais) est une compétition internationale de football entre les équipes nationales affiliées à l'AFC. Il s'agit de la compétition la plus prestigieuse du continent asiatique. Elle se tient tous les deux ans. Elle est précédemment appelée Asian Women's Football Championship. Vingt tournois ont déjà eu lieu dont le dernier vainqueur est la Chine. Cette compétition sert aussi à désigner les représentants asiatiques pour la coupe du monde.
La première compétition a eu lieu en 1975 et se tient ensuite tous les deux ans, à l'exception des années 1986, 1989 et 2006 où elle s'est tenue trois ans après la précédente. À partir de 2010, elle a lieu tous les quatre ans.

## Palmarès
| Année | Pays hôte      | Vainqueur        | Score                     | Finaliste      | Troisième                       | Score                     | Quatrième      |
| ----- | -------------- | ---------------- | ------------------------- | -------------- | ------------------------------- | ------------------------- | -------------- |
| 1975  | Hong Kong      | Nouvelle-Zélande | 3 - 1                     | Thaïlande      | Australie                       | 5 - 0                     | Malaisie       |
| 1977  | Taïwan         | Taïwan           | 3 - 1                     | Thaïlande      | Singapour                       | 2 - 0                     | Indonésie      |
| 1979  | Inde           | Taïwan           | 2 - 0                     | Inde (South)   | Hong Kong Australie-Occidentale | -                         | -              |
| 1981  | Hong Kong      | Taïwan           | 5 - 0                     | Thaïlande      | Inde                            | 2 - 0                     | Hong Kong      |
| 1983  | Thaïlande      | Thaïlande        | 3 - 0                     | Inde           | Malaisie                        | 0 - 0 (5 - 4) Tirs au but | Singapour      |
| 1986  | Hong Kong      | Chine            | 2 - 0                     | Japon          | Thaïlande                       | 3 - 0                     | Indonésie      |
| 1989  | Hong Kong      | Chine            | 1 - 0                     | Taipei Chinois | Japon                           | 3 - 1                     | Hong Kong      |
| 1991  | Japon          | Chine            | 5 - 0                     | Japon          | Taipei Chinois                  | 0 - 0 (5 - 4) Tirs au but | Corée du Nord  |
| 1993  | Malaisie       | Chine            | 3 - 0                     | Corée du Nord  | Japon                           | 3 - 0                     | Taipei Chinois |
| 1995  | Malaisie       | Chine            | 2 - 0                     | Japon          | Taipei Chinois                  | 0 - 0 (3 - 0) Tirs au but | Corée du Sud   |
| 1997  | Chine          | Chine            | 2 - 0                     | Corée du Nord  | Japon                           | 2 - 0                     | Taipei Chinois |
| 1999  | Philippines    | Chine            | 3 - 0                     | Taipei Chinois | Corée du Nord                   | 3 - 2                     | Japon          |
| 2001  | Taipei Chinois | Corée du Nord    | 2 - 0                     | Japon          | Chine                           | 8 - 0                     | Corée du Sud   |
| 2003  | Thaïlande      | Corée du Nord    | 2 - 1 Prolongation        | Chine          | Corée du Sud                    | 1 - 0                     | Japon          |
| 2006  | Australie      | Chine            | 2 - 2 (4 - 2) Tirs au but | Australie      | Corée du Nord                   | 3 - 2                     | Japon          |
| 2008  | Vietnam        | Corée du Nord    | 2 - 1                     | Chine          | Japon                           | 3 - 0                     | Australie      |
| 2010  | Chine          | Australie        | 1 - 1 (5 - 4) Tirs au but | Corée du Nord  | Japon                           | 2 - 0                     | Chine          |
| 2014  | Vietnam        | Japon            | 1 - 0                     | Australie      | Chine                           | 2 - 1                     | Corée du Sud   |
| 2018  | Jordanie       | Japon            | 1 - 0                     | Australie      | Chine                           | 3 - 1                     | Thaïlande      |
| 2022  | Inde           | Chine            | 3 - 2                     | Corée du Sud   | Japon                           |                           | Philippines    |
| 2026  | Australie      |                  | -                         |                |                                 |                           |                |
| 2029  | Ouzbékistan    |                  | -                         |                |                                 |                           |                |

### Bilan par nation
Le tableau suivant présente le bilan par nation ayant atteint au moins une fois le dernier carré.
| Rang | Équipe                | Vainqueur | Finaliste | Troisième | Quatrième (ou demi-finaliste depuis 2022) | Titres                                               | Participations (en 2022) |
| ---- | --------------------- | --------- | --------- | --------- | ----------------------------------------- | ---------------------------------------------------- | ------------------------ |
| 1    | Chine T               | 9         | 2         | 3         | 1                                         | 1986, 1989, 1991, 1993, 1995, 1997, 1999, 2006, 2022 | 12                       |
| 2    | Corée du Nord         | 3         | 3         | 2         | 1                                         | 2001, 2003, 2008                                     | 10                       |
| 3    | Taipei Chinois        | 3         | 2         | 2         | 2                                         | 1977, 1979, 1981                                     | 12                       |
| 4    | Japon                 | 2         | 4         | 5         | 3                                         | 2014, 2018                                           | 16                       |
| 5    | Thaïlande             | 1         | 3         | 1         | 1                                         | 1983                                                 | 14                       |
| 6    | Australie             | 1         | 3         | 1         | 1                                         | 2010                                                 | 5                        |
| 7    | Nouvelle-Zélande      | 1         | 0         | 0         | 0                                         | 1975                                                 | 1                        |
| 8    | Inde                  | 0         | 2         | 1         | 0                                         |                                                      | 8                        |
| 9    | Corée du Sud          | 0         | 1         | 1         | 3                                         |                                                      | 10                       |
| 10   | Hong Kong             | 0         | 0         | 1         | 2                                         |                                                      |                          |
| 11   | Malaisie              | 0         | 0         | 1         | 1                                         |                                                      | 9                        |
| 12   | Singapour             | 0         | 0         | 1         | 1                                         |                                                      | 7                        |
| 13   | Australie-Occidentale | 0         | 0         | 0         | 1                                         |                                                      | 1                        |
| 14   | Indonésie             | 0         | 0         | 0         | 2                                         |                                                      | 4                        |